# Meta de Vries
Meta Theresia de Vries (Den Haag, 29 maart 1941 - Leusden, 6 oktober 2011) was een Nederlandse radio-dj en jazzzangeres.
Als kind van een onderwijzer ging zij na de mulo en de MMS naar de kweekschool. Vervolgens werkte ze vijf jaar als kleuterleidster. In december 1964 stapte ze over naar de AVRO. Daar begon ze als omroepster voor Hilversum 2.
Op 11 oktober 1965 startte de popzender Hilversum 3. Daar werd zij de eerste vrouwelijke diskjockey bij de publieke omroep en presenteerde programma's als Blues, Ballads & Beat, Muziek met Meta, Arbeidsvitaminen en Juist op zondag. Vooral met dat laatste programma, waarin zij uitgaanstips gaf, werd zij populair.
Ze zou tot 1991 in dienst blijven bij de AVRO en vertrok vervolgens om zich in te gaan zetten bij Euro Jazz.
In april 1999 begon zij met twee programma's per week (De Zuid-Hollandse Zaterdag en De Zuid-Hollandse Zondag) bij omroep West op Radio West, waar zij wederom uitgaanstips gaf. Ondanks het feit dat ze de best beluisterde presentator was, werd ze toch na drie jaar wegbezuinigd.
Hierna werkte De Vries een jaar bij de regionale omroep RTV Utrecht.
Ze is een tijd docente geweest aan de Media Academie in Hilversum, waar ze onder meer les gaf in presentatietechniek. Verder sprak ze bedrijfsfilms en commercials in.
De Vries heeft jaren gewerkt voor het Nederlands Bureau voor Toerisme & Congressen en presenteerde voor hen lekkerweg.nl, de toeristische berichtjes voor en na het nieuws op zaterdag- en zondagmorgen op NPO Radio 1 en NPO Radio 2.
Behalve van het radiowerk was zij ook een groot liefhebber van jazzmuziek. Dat bleef niet alleen bij luisteren, ze was zelf ook zangeres. In 2003 bracht ze een cd uit: My Shining Hour.
Van september 2005 tot september 2010 was De Vries te horen op de landelijke radio bij Omroep MAX, waar ze op zaterdagavond op Radio 2 een uurtje het programma Easy Listening presenteerde. Daarnaast was ze wekelijks te horen met Meta op Zondag op Radio 6.
De Vries overleed na een kort ziekbed op 70-jarige leeftijd aan een agressieve vorm van galblaaskanker.